# Jakovlevskaja
Jakovlevskaja (in russo Яковлевская) è un villaggio (деревня) russo del Vinogradovskij rajon, nell'oblast' di Arcangelo. È centro amministrativo di uno degli otto comuni rurali del distretto.